# Язбец, Звонко
Звонко Язбец (хорв. Zvonko Jazbec; 7 сентября 1911, Янгстаун, США — 15 марта 1970, Загреб, СФРЮ) — хорватский и югославский футболист, игравший на позиции защитника, и футбольный тренер.

## Клубная карьера
Родившийся в американском Янгстауне Звонко Язбец в возрасте четырёх лет оказался в Хорватию вместе с отцом, вернувшимся на родину. Он начинал заниматься футболом в клубе «Загреб». Позднее Язбец присоединился к загребской «Конкордии».

## Карьера в сборной
18 марта 1934 года Звонко Язбец дебютировал в составе сборной Югославии, выйдя на замену в гостевом товарищеском матче против команды Болгарии. Всего за Югославию защитник провёл 10 матчей.
Язбец также выступал за сборную Хорватии, представлявшую Хорватскую бановину, проведя за неё три матча. 21 апреля 1940 года в поединке с Швейцарией он забил единственный и победный гол.

## Тренерская карьера
После завершения игровой карьеры Язбец работал главным тренером в ряде хорватских команд: в «Кварнере Риеке», «Ориенте», вараждинском «Вартексе» и загребском «Текстилаце».